# Gongromastix schalis
Gongromastix schalis är en tvåvingeart som beskrevs av Pritchard 1951. Gongromastix schalis ingår i släktet Gongromastix och familjen gallmyggor.
Artens utbredningsområde är Minnesota. Inga underarter finns listade i Catalogue of Life.